# Юрай Варголік
Юрай Варголік (чеськ. Juraj Varholík; 20 квітня 1933, Прага) — чехословацький політик та дипломат. Генеральний консул Чехословаччини в Києві (1982—1986). Голова ЦК Соціалістичної спілки молоді Чехословаччини. Депутат Чехословацького парламенту (1971—1976).

## Життєпис
Народився 20 квітня 1933 року. У 1969 році закінчив партійну школу ЦК КПРС у Москві. З початку 1950-х брав участь у молодіжних організаціях. Пік його політичної кар'єри припав на початок 1970-х років під час нормалізації. Станом на 1971 рік за посадою значиться головою Центрального комітету Соціалістичної спілки молоді ЧССР. Його було обрано на цю посаду в листопаді 1970 року на установчій конференції цієї організації, яка після вторгнення до Чехословаччини військ Варшавського договору відновила монополію на прокомуністичну освіту молоді в Чехословаччині (замість розпущеної Чехословацької спілки молоді). Раніше обіймав посаду голови Федеральної ради дітей та молоді ЧССР. На посаді голови Центрального комітету ССМ був затверджений на 1-му з'їзді ССМ у вересні 1972 року. 
Обіймав також партійні посади. Вже у 1961 році він згадується як учасник засідання ЦК Комуністичної партії Словаччини. XIV з'їзд Комуністичної партії Чехословаччини обрав його членом ЦК Комуністичної партії Чехословаччини. 
На виборах 1971 року був обраний депутатом Палати народів (виборчий округ № 184 — Бардейов, Східнословацький край). У парламенті він залишався до кінця терміну повноважень, до виборів 1976 року.
У 1982—1986 рр. — Генеральний консул Чехословаччини в Києві. У 1986—1990 рр. — Генеральний консул Чехословаччини в Ленінграді.